# Bror von Blixen-Finecke
Pour les articles homonymes, voir Blixen et Finecke.

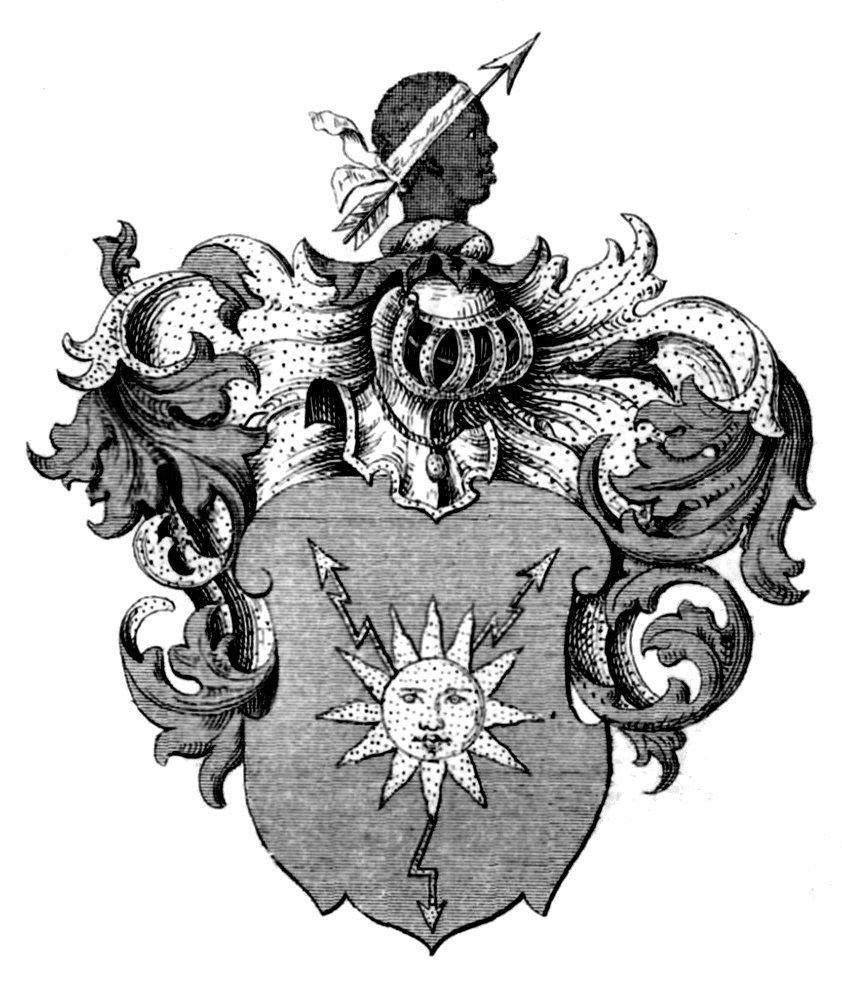
Armes des Blixen-Finecke

Le baron Bror Fredrik von Blixen-Finecke (25 juillet 1886 – 4 mars 1946), plus connu sous le nom de Bror Blixen, est un baron suédois, écrivain et chasseur de gros gibier, qui fut l'époux de Karen Blixen.

## Biographie
Né dans une famille aristocratique proche de la cour de Suède et de la cour du Danemark, il est le fils du baron Fredrik von Blixen-Finecke et de son épouse, née comtesse Clara Krag-Juel-Vind-Frijs. Il se marie avec sa cousine au second degré Karen Blixen en 1913 et le ménage s'installe ensuite en Afrique orientale britannique (actuel Kenya) pour diriger une plantation de café.

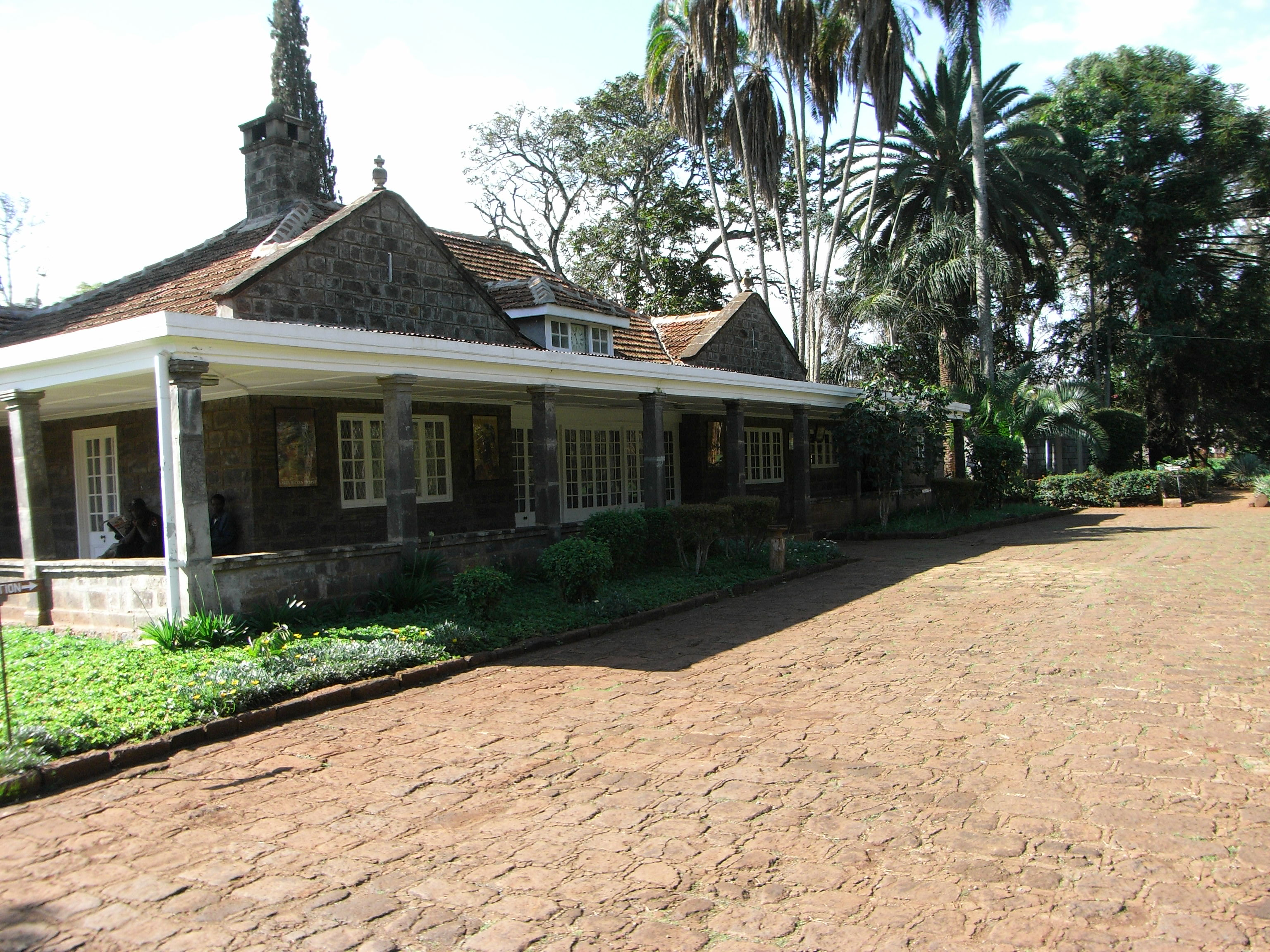
La ferme de Mgobani (aujourd'hui musée), où s'installèrent les époux Blixen en 1917

Après son divorce en 1925, il dirige une entreprise de safari et compte parmi ses clients le Prince de Galles, futur Édouard VIII. En tant qu'écrivain, il est surtout connu pour son autobiographie Nyama : Vilt (1936), publiée en anglais sous le titre African Hunter en 1937.
Il épouse en secondes noces Jacqueline (Cockie) Birkberck, et exploite la ferme Babati dans le Tanganyika; en troisièmes noces, il épouse en 1934 la Suédoise Eva Dickson qui meurt en 1937. Il quitte l'Afrique juste avant la Seconde Guerre mondiale pour devenir maître de chasse du millionnaire américain Winston Guest dans sa propriété de Gardiners Island à Long Island. Lorsque la guerre éclate, il rassemble des fonds pour un hôpital militaire américain en Finlande et s'assure du transport des fonds et de la marchandise sur un navire suédois qui doit accoster à Bergen. Il retourne ensuite en Suède, lorsque la Wehrmacht marche sur la Norvège, et son cousin, le comte Beck-Friis, lui fait gérer sa petite propriété agricole de Börringe en Scanie. C'est dans sa maison du domaine de Näsbyholm, appartenant à son neveu, qu'il écrit The Africa Letters, aux côtés de sa dernière compagne, Ruth. Il meurt à proximité du village de Gårstånga d'un accident d'automobile, le 14 mars 1946 à la veille de ses soixante ans, alors que le comte Beck-Friis était au volant.

## Le filmOut of Africa
Le rôle de Bror von Blixen-Finecke fut joué par l’acteur autrichien Klaus Maria Brandauer dans le film oscarisé, Out of Africa (1985), film basé sur le livre autobiographique  La Ferme africaine de Karen Blixen.

## Œuvres
- Nyama, Stockholm, 1936 (244 pages)
- African Hunter, Cassell & Company, Londres, 1937. (en anglais ; avec dessins)
- African Hunter, St. Martin's Press, New York, 1986  (ISBN 0-312-00959-3); traduit en allemand : Unvergessenes Afrika. Jagderinnerungen und Lebensabenteuer, Sulzberg/Allgäu 2004,  (ISBN 3-925456-48-1)
- The Africa Letters, St. Martin's Press, New York, 1988; avec une préface de G. F. V. Kleen  (ISBN 0-312-01468-6); traduit en allemand, Jagdbriefe aus Ostafrika, Sulzberg/Allgäu 2005,  (ISBN 3-925456-52-X) oder  (ISBN 3-925456-53-8)